# Oosterhoogebrug
Oosterhoogebrug is een voormalig dorp aan het Damsterdiep in de Nederlandse provincie Groningen en een woonwijk in het oosten van de stad Groningen met 2.175 inwoners. Het voormalige dorp is genoemd naar de Hoogebrug. De tweede brug met die naam in de voormalige gemeente Noorddijk werd ter onderscheiding de Noorderhoogebrug genoemd.

## Geschiedenis
De Hogerbrugge of  Hoegerbrugghe wordt al in 1428 en 1434 genoemd. De brug werd hoog genoemd, omdat deze vaste brug boven de weg uitstak, zodat er met gemak schepen onderdoor konden varen. 
Vermoedelijk is de naam van de buurtschap afgeleid van een voorloper van de huidige brug over het Damsterdiep maar het is niet uit te sluiten dat een brug over de Hunze de naamgever zou kunnen zijn. Hiervoor komen twee bruggen in aanmerking:
1. "Harbargebrug". De oudste weg van de stad richting het oosten was de Harbargeweg (ook Boermandeweg genoemd) die gedeeltelijk het tracé van het huidige Eemskanaal volgde. Ten oosten van de Hunze ging deze weg over in de Hinkemahornsterweg (nu Timpweg en Woldweg). Deze wegen, die oorspronkelijk zuidwendingen waren, zijn met elkaar verbonden geweest door een brug die halverwege het huidige Damsterdiep en de Tasmantoren over de Hunze heeft gelegen.
2. "Brug van 1370". Vanaf de oude stad tot aan de Hunze liep een schipsloot die het begin vormde van het latere Damsterdiep. De weg langs de noordzijde van de sloot werd in tweede helft van de 14de eeuw verder doorgetrokken en nam de rol van de Harbargeweg en Hinkemahornsterweg als landroute naar het oosten over. Deze "Damsterweg" was de latere weg langs het nog te graven Damsterdiep. De brug in deze weg over de Hunze werd rond 1370 gebouwd en heeft zich direct ten noorden van het Damsterdiep bevonden.[3]

Er zijn geen aanwijzingen dat in het verlengde van de Stadsweg een brug heeft gelegen over de afsnijding van de Hunze langs de Hoogeweg (de latere Pop Dijkemaweg).

Mogelijk zijn beide bruggen over de Hunze (vrij) hoog geweest vanwege het transport van turf. Al in de 13de eeuw groef het Aduarder klooster in Everswolde turf af dat over de Hunze naar Aduard moet zijn vervoerd. 
Nadat in 1424 werd begonnen met de aanleg van het Damsterdiep is ter hoogte van de huidige Regattaklap een vaste hoge brug gebouwd. Waarschijnlijk is er pas na die tijd sprake geweest van enige bebouwing die het begin inluidde van het dorp Oosterhoogebrug. In die zin lijkt het idee dat de naam afkomstig is van de brug over het Damsterdiep het meest voor de hand liggend.
Op de eerste kaarten van het Kadaster rond 1830 zijn te Oosterhoogebrug slechts enkele huisjes ingetekend. In de jaren '20 is al enige lintbebouwing aanwezig langs de trekweg (later de Rijksweg) en de Hoogeweg (later de Pop Dijkemaweg). In de jaren '30 ontwikkelde de gemeente Noorddijk plannen voor een ambitieus uitbreidingsprogramma. In de wederopbouwjaren na de Tweede Wereldoorlog maakte het Groningse stadsbestuur hiertegen met succes bezwaar. Men betitelde de plannen van Noorddijk als 'parasitair'. Als gevolg hiervan bleef de bouw beperkt tot het stuk tussen Pop Dijkemaweg, Rijksweg, Stadsweg en Leeuwenburgstraat. Tijdelijk hebben Groninger Boys nog in Oosterhoogebrug gevoetbald. Het dorpshuis Schakel dateert van de jaren '60 en is voor een groot deel door de bewoners zelf gefinancierd.
Toen de stad begon te groeien, werd Noorddijk in 1969 alsnog geannexeerd. In het kader van de bouw van de wijk Lewenborg werden bestemmingsplannen opgesteld, die leidden tot nieuwbouwplannen in het dorpsgebied tot aan de hoogspanningsleiding. In de jaren '80 volgde de wijk Ulgersmaborg. Tegelijkertijd kwam er een aansluiting met de nieuwe Oostelijke ringweg; de Rijksweg werd verbreed met een ventweg. Het dorpsgebied tussen hoogspanningsleiding en ringweg is het laatst volgebouwd.

## Regattaklap (Euvelgunnerklapbrug)
De Regattaklap heette voorheen de Euvelgunnerklapbrug. Logisch: want op dat punt begon de Euvelgunnerweg en het Damsterdiep was de grens tussen Euvelgunne en Oosterhoogebrug (hoewel Euvelgunne in vroeger dagen ook wel tot Oosterhoogebrug werd gerekend). Tol werd er geheven vanaf 1831, toen de vaste bat werd vervangen door een ophaalklap. De brug was eigendom van Noorddijk dus Groningen bekostigde het onderhoud uit het genoten klapgeld. De gemeente Noorddijk vroeg in 1872 aan de gemeente Groningen dan ook of zij genegen waren om die brug over te nemen. Maar daar zag Stad geen geldelijk voordeel in. Noorddijk vroeg het nogmaals in 1898. Het Eemskanaal was gegraven dus nu wilde Groningen deze klapbrug wel overnemen met alle lusten en lasten. In de jaren '40 werd er, nadat de val bijna was bezweken onder het massale verkeer dat moest omrijden wegens de werkzaamheden aan de Oostersluis, de brug gemonteerd die eerder bij het Slachthuis lag. Tevens werd de doorgang aangepast aan de gangbare vaarbreedte. Op last van het militaire gezag kwamen de hameitorens aan de kant van de rijksweg, zodat de brug nu de andere kant op scharnierde.

## Oostersluis
De Oostersluis overbrugt een verschil in waterhoogte van 1,55 m tussen het Eemskanaal en het Van Starkenborghkanaal. De eerste uitvoering werd in 1938 door koningin Wilhelmina geopend, in het bijzijn van Alidius Tjarda van Starkenborgh Stachouwer naar wiens twee jaar eerder overleden vader Edzard het kanaal was vernoemd dat op diezelfde dag werd geopend. Na pakweg 60 jaar stond de sluis op instorten: balken werden uit het metselwerk gedrukt waardoor dit ging bollen en de sluis vernauwde. Wachttijden liepen op tot zes uur. Tevens was het het tonnage van schepen zo vergroot dat de sluis een bottleneck was geworden in de vaarroute die Amsterdam met Noord-Duitsland verbindt. Vandaar dat eind 20e eeuw een geheel nieuwe sluis werd gebouwd, kosten 64 miljoen gulden. De breedte is van 12 naar 16 m gegaan, de lengte bleef ongeveer gelijk. De bocht naar het Eemskanaal moest er drastisch voor worden verruimd en de woonschepen in het 'viskanaaltje' verdwenen. De kroonprins kwam in de voetsporen van zijn overgrootmoeder de geheel voltooide sluis openen.

## School
De Oosterhoogebrugschool is de dichtstbijzijnde basisschool voor de bewoners van Oosterhoogebrug en Ulgersmaborg.

## Bezienswaardigheden

Tasmantoren

- Tasmantoren
- Driewegsluis